# Región Centro-Sur
La región Centro-Sur es una de las 13 regiones administrativas de Burkina Faso. Cuenta con una población de 641 443 habitantes (2006). Su capital es Manga. Son tres las provincias que conforman la región - Bazéga, Nahouri y Zoundwéogo.
- Datos: Q853405
- Multimedia: Centre-Sud (Burkina Faso) / Q853405